# Лубанджи Очумба
Лубанджи Очумба Осеке (англ. Lubandji Ochumba Oseke; нар. 1 липня 2001, Замбія) — замбійська футболістка, півзахисниця клубу «Нквазі» та національної збірної Замбії. Одна з гравчинь, яка поїхала на футбольний турнір Літньої Олімпіади 2020 року.

## Клубна кар'єра
З 2017 року захищає кольори замбійського клубу «Нквазі».

## Кар'єра в збірній
У футболці національної збірної Замбії дебютувала 18 листопада 2018 року в переможному (5:0) поєдинку Кубок африканських націй проти Екваторіальної Гвінеї. Лубанджи вийшла на поле на 88-ій хвилині, замінивши Мері Мвакапілу.